# دهستان بجاربازار
دهستان بجاربازار، یکی از دهستان‌های بخش پیرسهراب شهرستان چابهار در استان سیستان و بلوچستان ایران است. مرکز این دهستان، روستای بحاربازار است.

## جمعیت
بر پایه سرشماری عمومی نفوس و مسکن در سال ۱۳۹۵، جمعیت دهستان بجاربازار برابر با ۷٬۰۶۴ نفر بوده‌است.